# Víctor García (atleta)
Víctor García Blázquez (13 marzo 1985) è un siepista spagnolo.

## Palmarès
| Anno | Manifestazione   | Sede     | Evento       | Risultato | Prestazione | Note |
| ---- | ---------------- | -------- | ------------ | --------- | ----------- | ---- |
| 2007 | Europei under 23 | Debrecen | 3000 m siepi | 4º        | 8'36"62     |      |
| 2007 | Universiadi      | Bangkok  | 3000 m siepi | 12º       | 8'50"31     |      |
| 2011 | Europei indoor   | Parigi   | 3000 m piani | Batteria  | 8'11"31     |      |
| 2011 | Mondiali         | Taegu    | 3000 m siepi | Batteria  | 8'28"97     |      |
| 2012 | Mondiali indoor  | Istanbul | 3000 m piani | Batteria  | 7'59"85     |      |
| 2012 | Europei          | Helsinki | 3000 m siepi | Bronzo    | 3'35"87     |      |
| 2014 | Europei          | Zurigo   | 3000 m siepi | Batteria  | dnf         |      |
| 2016 | Mondiali indoor  | Portland | 3000 m piani | Batteria  | 8'25"62     |      |